# Hamburg (Arkansas)
Hamburg is een plaats (city) in de Amerikaanse staat Arkansas, en valt bestuurlijk gezien onder Ashley County.

## Demografie
Bij de volkstelling in 2000 werd het aantal inwoners vastgesteld op 3039.
In 2006 is het aantal inwoners door het United States Census Bureau geschat op 2801, een daling van 238 (-7,8%).

## Geografie
Volgens het United States Census Bureau beslaat de plaats een oppervlakte van
8,8 km², geheel bestaande uit land. Hamburg ligt op ongeveer 49 m boven zeeniveau.

## Plaatsen in de nabije omgeving
De onderstaande figuur toont nabijgelegen plaatsen in een straal van 32 km rond Hamburg.

## Geboren
- Scottie Pippen (1965), basketballer